# Белотрби вунасти мишолики опосум
Белотрби вунасти мишолики опосум (Micoureus constantiae) врста је сисара из породице опосума (Didelphidae) и истоименог реда Didelphimorphia.

## Распрострањење
Врста има станиште у Аргентини, Боливији и Бразилу.

## Станиште
Белотрби вунасти мишолики опосум има станиште на копну.

## Угроженост
Ова врста није угрожена, и наведена је као последња брига јер има широко распрострањење.

### Популациони тренд
Популациони тренд је за ову врсту непознат.